# 張喬 (唐朝)
張喬（？—？），池州秋浦縣人，唐朝詩人。

## 生平
懿宗咸通年間进士，因黃巢兵禍隱居九華山，当时与许棠、喻坦之、剧燕、吴罕、任涛、周繇、张蠙、郑谷、李栖远等12人並稱咸通十哲。張喬與许棠、張蠙和周繇等4人均来自九华山地區，故又稱“九华四俊”。